# Latens
Latens (från latinets latentia) är tidsintervallet mellan att något blir triggat tills reaktion inträffar.
Inom psykologin används latens exempelvis som ett uttryck för tiden som passerar mellan ett stimulus och en respons.
Inom internet används latens som ett uttryck för hur lång tid det tar att skicka ett datapaket från ett ställe till ett annat. Detta mäts oftast i millisekunder (ms). Tar detta för lång tid uppstår datanätverksfördröjningar. Då tar det lång tid att kommunicera med nätverket. Ett resultat av detta kan vara en hemsida som inte eller bara delvis kan laddas eller ett nätverksspel som laggar (händelser bortfaller, fördröjs eller sker ryckvis).
Inom reglertekniken är latens ett mått på tiden från det att styrsignalen börjat sin förändring och till att pådragsdonet börjat sin förändring. Brukar förkortas med L, efter engelskans Latency. Kallas även Dödtid.